# Francesco Petrarca
Francesco Petrarca (Arezzo, 1304. július 20. – Arquà, 1374. július 19.) az egyik legnevesebb itáliai prehumanista költő. Életműve évszázadok óta befolyást gyakorol az olasz és az európai költészetre, hatása érződik Magyarországon is Balassi Bálinttól a kortárs Rózsássy Barbaráig.

## Élete
Ser Petracco firenzei jegyző és Eletta Canigiani első gyermekeként született. Apját, a fehér guelfek hívét 1302 októberében száműzik Firenzéből. A család előbb Arezzóba, majd Incisába, apja szülővárosába, végül Pisába költözött. 1312-ben a korabeli pápai székhely, Avignon mellett, Carpentras-ban telepedtek le, ahol Petrarca Convenevole da Prato irányítása alatt kezdte el tanulmányait. Később jogot tanult Montpellier-ben és Bolognában, majd apja halálakor, 1326 áprilisában visszatért Avignonba, ahol elmélyült filológiai tanulmányokat folytatva is vidám, nagyvilági életet élt.
1327. április 6-án, nagypénteken, a klarisszák avignoni templomában (ma Théâtre des Halles) pillantotta meg először Laura de Novest, élete nagy szerelmét, verseinek legfőbb ihletőjét. 1330-ban fölvette az alsóbb papi rendeket és Giovanni Colonna bíboros szolgálatába állt. A Colonna család támogatása révén európai utazásokat tett, amire megismerésvágya és belső nyugtalansága egyaránt sarkallta.

### A Ventoux-hegyi felismerés
1336-ban Petrarca, aki a természeti szépségek nagy csodálója is volt, megmászta a Ventoux-hegyet (olaszul: Monte Ventoso) és megcsodálva a kilátást eszébe jutottak a Vallomások sorai a megvizsgálandó lélekről, majd levélben számolt be erről felismerve Augustinus 1000 éves sorainak igazát, felismerve: semmi nem nagyszerűbb a léleknél. A témával foglalkozó legtöbb úgy ítéli meg, hogy a lélekre való ilyen pozitív tekintés lehetősége jelentős Petrarca, mint a humanizmus atyja és a reneszánsz fejlődésében.
1337-ben jutott el először az általa oly sokszor dicsőített Rómába, majd megelégelve a mozgalmas életet, visszavonult a Sorgue forrásvidékére, Vaucluse-be. 1353-ig életének napjait hol itt, hol Avignonban töltötte, de saját bevallása szerint is „nagy megszakításokkal”, mert hosszabb időt töltött Parmában, valamint megfordult többek között Nápolyban, Veronában, Padovában és Mantovában is.
Nem utolsósorban ügyes önmenedzselése eredményeképpen, 1341. április 8-án, miután vizsgát tett Anjou Róbert nápolyi király előtt, a Capitoliumon költővé koronázták.
1347 újabb fordulópontot jelentett az életében: Cola di Rienzo római felkelését támogatva szakított pártfogóival, a Colonnákkal, és élesen bírálta a pápai udvar itáliai politikáját. November 20-án Rómába indult, de végül nem teljesen világos okokból lemondott tervéről, és nem csatlakozott Cola akciójához. A következő éveket különböző észak- és közép-itáliai városokban töltötte. 1351 nyarán a pápa hívására visszatért Provence-ba, ahol csaknem két évig maradt, majd 1353 májusában végleg Itáliába költözött. A Visconti család uralta Milánóban telepedett le, amiért firenzei barátai élesen bírálták. 1361-ig maradt ott, közben a Viscontiak megbízásából követi minőségben Prágában és Párizsban is megfordult.
1361 és 1368 között rövid ideig Padovában, majd évekig Velencében élt leányával, Francescával és két unokájával, akik közül kedvencét, Francescót elvesztette: fia, Giovanni 1361-ben bekövetkezett halála után így újabb súlyos csapás érte a költőt. Több levelet váltott ez idő tájt művelt barátaival, akik mesterükként tekintettek rá, köztük Boccaccióval.
1368-ban Padovába költözött, ahol két évig maradt, majd életének utolsó esztendeit egy Arquà nevű falucskában töltötte. Itt érte a halál 70. születésnapja előtt egy nappal, 1374. július 19-én.

## Művei

### Olasz nyelvű költemények

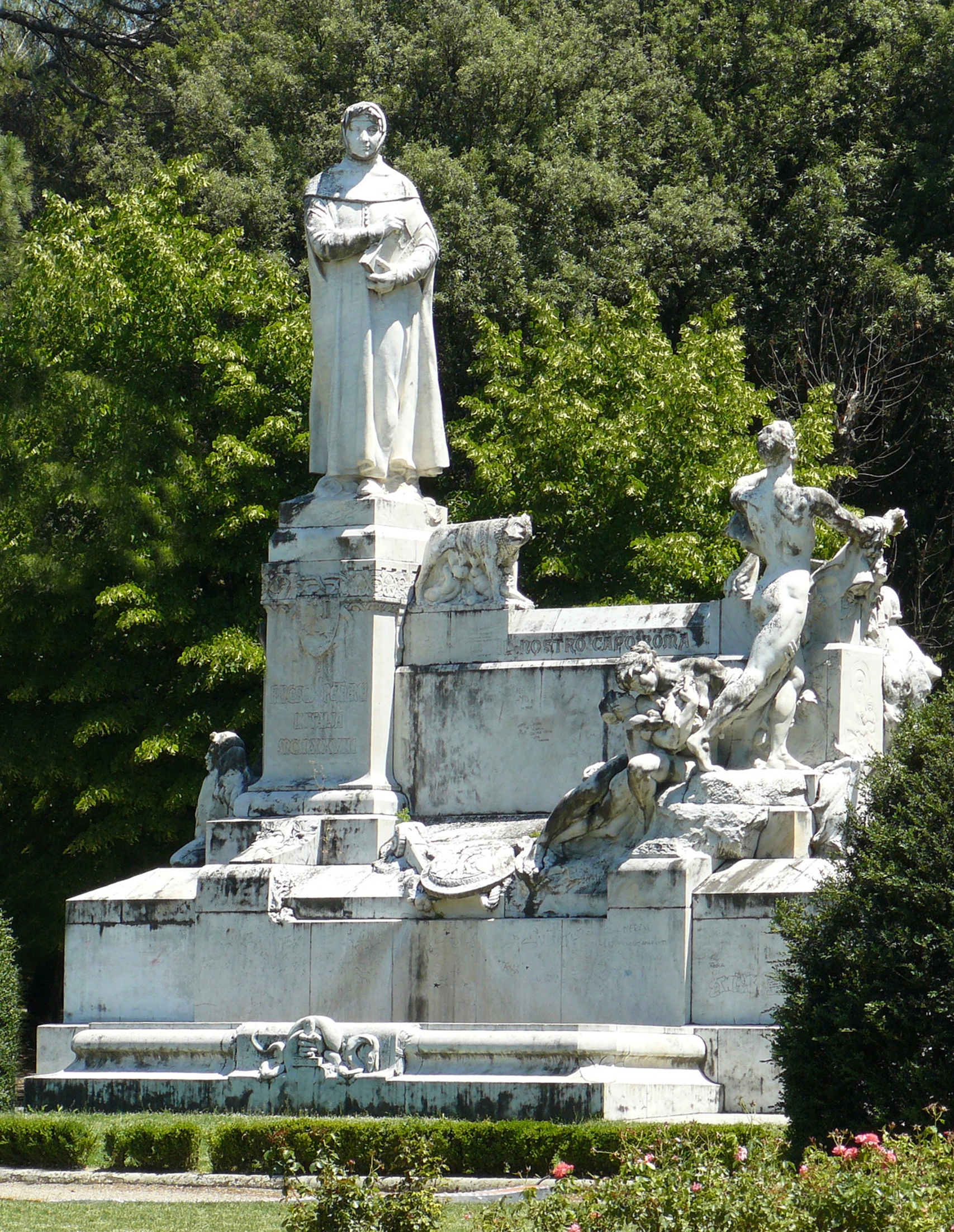
Petrarca emlékműve Arezzóban

Legnagyobb hatású műve, olasz nyelvű Daloskönyve (Canzoniere) elé Petrarca eredetileg a „Népnyelven írt dolgok töredékei” (Rerum vulgarium fragmenta) címet illesztette, mellyel a kötetnek különböző időkben született darabjaira és a költői léleknek arra a „széttöredezettségére” is utal, amely a szerelem szenvedélyének következménye. A Daloskönyv 317 szonettet, 29 canzonét, 9 sestinát, 7 balladát és 4 madrigált ölel fel, s két részre, a Laura életében és halála után írt versekre tagolódik, bár nem a versek keletkezésének időrendje a fő szervező elv. Tematikailag ugyan a Laura iránt érzett szerelem áll a középpontjában, de található benne néhány más tárgyú költemény is: például a két híres hazafias canzone – Itáliám (CXXVIII), Nemes szellem (LIII) – vagy az avignoni pápai udvar korruptsága ellen írt három „babiloni” szonett (CXXXVI–CXXXVIII).
- Diadalmenetek (Triumphi)
- Szétszóródott költemények (Rime disperse)

### Latin nyelvű költemények
A költő élete első felében Afrika (Africa) című, latin nyelven, vergiliusi modorban megírt, Scipio Africanusról szóló eposzát tartotta a fő művének, de végül nem sikerült befejeznie, a tervezett tizenkettőből csak kilenc énekkel készült el.
- Pásztori dalok (Bucolicum carmen)
- Verses levelek (Epystole)
- Tarka költemények (Carmina varia)

### Latin nyelvű prózai művek

#### Levelek
- Baráti levelek (Familiares)
- Öregkori levelek (Seniles)
- Cím nélküli könyv / Címzett nélküli levelek (Liber sine nomine)
- Szétszóródott levelek (Disperse)
- Metricae

#### Történeti művek
- Kiváló férfiakról (De viris illustribus)
- Caesar tetteiről (De gestis Cesaris)
- Emlékezetes dolgok könyvei (Rerum memorandarum libri)
- Scipio, Alexandros, Hannibal és Pyrrhos összehasonlítása (Collatio inter Scipionem Alexandrum Hanibalem et Pyrrum)

#### Dialógusok
- Kétségeim titkos küzdelme (Secretum)
- A jó- és balszerencse orvosságairól (De remediis utriusque fortune)[3]

#### Értekezések
- A magányos életről (De vita solitaria)
- A szerzetesi nyugalomról (De otio religioso)

#### Polemikus írások
- Invektívák egy orvos ellen (Invective contra medicum)
- Invektíva egy magas állású, ám tudásnak és erénynek híján lévő ember ellen (Invectiva contra quendam magni status hominem sed nullius scientie aut virtutis)
- Önmagam és sokak tudatlanságáról (De sui ipsius et multorum ignorantia)
- Itália rágalmazója ellen (Contra eum qui maledixit Italie)

#### Egyéb művek
- Rövid útikalauz Genovától Jeruzsálemig és a Szentföldig (Itinerarium breve de Ianua usque ad Ierusalem et Terram Sanctam)
- Bűnbánati zsoltárok (Psalmi penitentiales)
- Terentius élete (Vita Terrentii)

## Magyarul megjelent művei
- Petrarca összes szerelmi szonettjei; ford., jegyz. Radó Antal; Franklin, Budapest, 1886 (Olcsó könyvtár)
- Francesco Petrarca daloskönyve / Rime scelte; ford. Sárközi György; Franklin, Budapest, 1943 (Kétnyelvű remekművek)
- Petrarca levelei. Szemelvények; összeáll., bev., jegyz., ford. Kardos Tibor; Gondolat, Budapest, 1962 (Európai antológia. Reneszánsz sorozat)
- Francesco Petrarca daloskönyve; szerk., utószó, jegyz. Kardos Tibor, ford. Csorba Győző et al.; Európa, Budapest, 1967
- Orvosságok jó és balsors idejére; ford. Kardos Tiborné; in: Reneszánsz etikai antológia; vál., szerk. Vajda Mihály, utószó Makkai László, ford. Bajcsa András et al.; Gondolat, Budapest, 1984 (Etikai gondolkodók)
- Harmónia és életöröm. Válogatás Petrarca, Boccaccio és Chaucer műveiből; Interpopulart, Szentendre, 1993 (Populart füzetek)
- Dante, Petrarca, Boccaccio. A korareneszánsz irodalma. Általános és középiskolások számára; összeáll. Hamar Péter; Tóth Könyvkereskedés, Debrecen, 1998 (A világirodalom nagyjai)
- Kétségeim titkos küzdelme; ford. Lázár István Dávid, utószó Szörényi László; LAZI BT, Szeged, 1999 (Szövegek és tanulmányok a neolatin filológia köréből II. Szövegek)
- De sui ipsius et multorum ignorantia / Önmagam és sokak tudatlanságáról; ford. Lázár István Dávid, utószó Szörényi László; LAZI, Szeged, 2003 (Szövegek és tanulmányok a neolatin filológia köréből II. Szövegek)
- Orpheusz lantja, Dávid hárfája. Válogatás Petrarca latin nyelvű költészetéből; vál., ford., utószó Csehy Zoltán, előszó Szörényi László; Kalligram, Pozsony, 2004
- Diadalmenetek / Trionfi; ford. Hárs Ernő, előszó, jegyz., bibliográfia Szörényi László; Eötvös, Budapest, 2007 (Eötvös klasszikusok)
- Petrarcha Ferenc: A jó szerencsének és a szerencsétlenségnek orvosságairól. Székely László fordítása, 1760–1762; sajtó alá rend., jegyz. Bíró Csilla, Lengyel Réka, Máté Ágnes, előszó Szörényi László; Lazi, Szeged, 2015 (Szövegek és tanulmányok a neolatin filológia köréből)
- Liber sine nomine / Cím nélküli könyv; ford., tan., jegyz. Ertl Péter; Lazi, Szeged, 2018 (Antikvitás és reneszánsz könyvek)
- Invective contra medicum / Invektívák egy orvos ellen; ford., jegyz., utószó Lázár István; Lazi, Szeged, 2021 (Antikvitás és reneszánsz könyvek)